# Lac Parimé

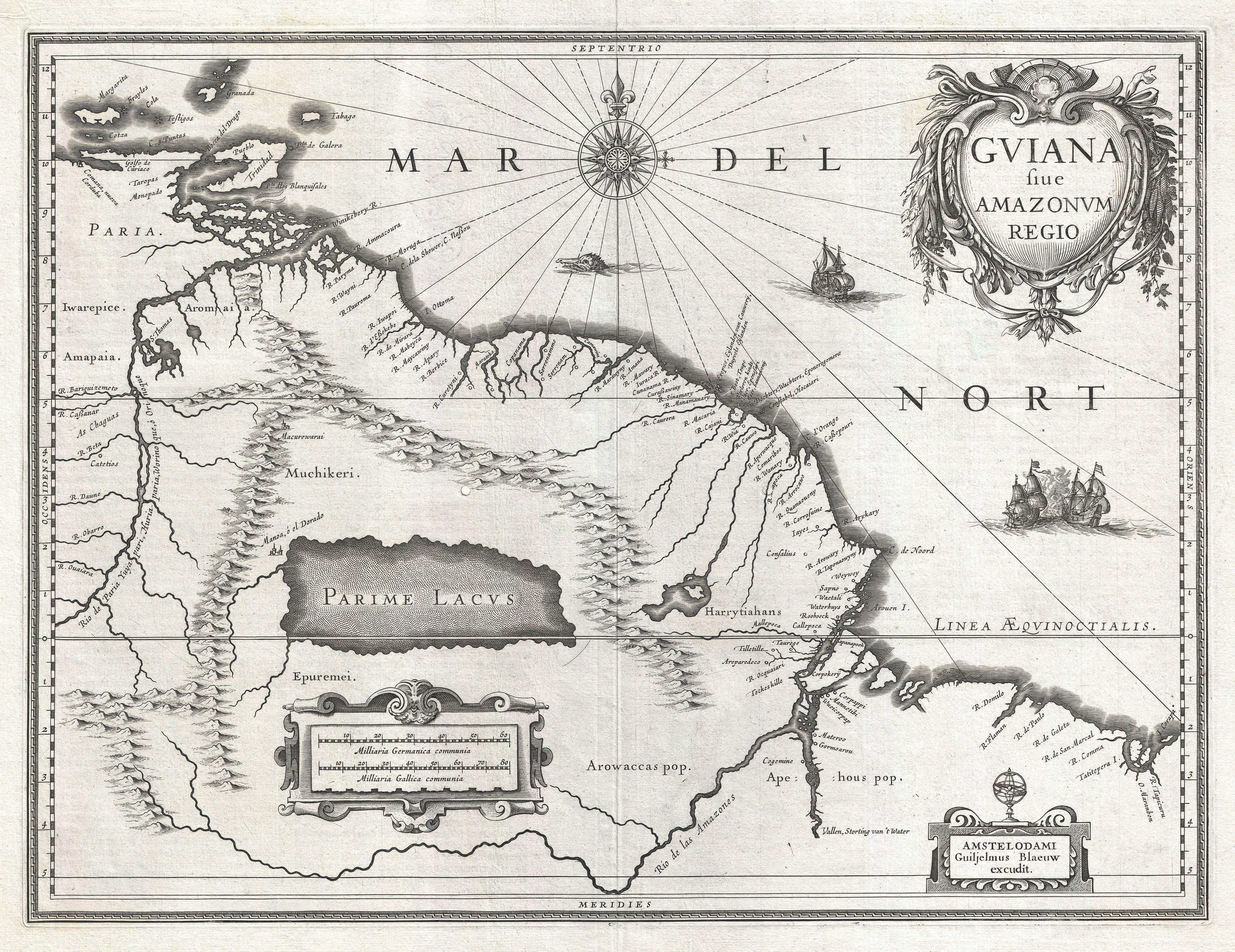

Le lac Parimé est un lac légendaire situé en Amérique du Sud. Il est réputé pour être l'emplacement de la ville légendaire d'Eldorado, très convoitée par les explorateurs européens pour ses richesses supposées. Les tentatives répétées pour trouver ce lac échouent toutes en ne confirmant donc pas son existence. Le lac est, depuis, considéré comme un mythe de même que la ville.
La recherche pour le lac Parimé amène les explorateurs à cartographier les cours d'eau et les autres caractéristiques du Sud du Venezuela, du Nord du Brésil et du Sud-Ouest du Guyana avant que l'existence du lac ne soit définitivement réfutée au début du XIXe siècle. Certains explorateurs supposent que l'inondation saisonnière de la savane du Rupununi peut avoir été confondue avec un lac. Alexander von Humboldt, géographe et explorateur allemand, considère que le lac tel que décrit par l'explorateur anglais Walter Raleigh est un lac salé qui n'existe pas. Mais il relativise ce concept de lac dans un environnement subissant des inondations importantes pouvant créer des lacs éphémères. Il identifie l'étendue d'eau décrite par Raleigh au lac Amucu, justement inondé par les rivières environnantes. Il estime que « Parimé » signifie « Grandes Eaux ». Toutefois, il n'a jamais approché de ce lac situé dans une région reculée du Guyana, loin de son trajet et il n'est resté que six semaines dans la région de l'Orénoque. Son affirmation est donc une hypothèse facile, surtout que ledit lac ne peut pas vraiment porter un nom de lac, mais plutôt de plaine inondable.
Cependant, l'existence de lacs éphémères a été constatée dans la région des lacs de Guyane par l'explorateur et géographe français Henri Coudreau en mai 1884 et avril 1885 « Nous passons, car nous ne sommes qu'aux premiers jours de septembre ; mais en octobre, il faut bien connaître les chenaux pour diriger les plus petites pirogues dans le lac presque complètement desséché. Cet état nouveau est tout récent : il y a quarante ans, toute cette végétation n'existait point, le lac entier n'était qu'eau libre et profonde, même pendant l'été ; les goélettes de 40 tonneaux le traversaient. Mais le lac se comble rapidement ; dans peu d'années, il ne restera à la place de la partie actuellement libre qu'un petit cours d'eau, comme le rio Souje ». En 1893, il a séjourné quelques semaines dans le village de Pililipou, localisé entre les criques de l'Alama et de la Sinale, à 30 kilomètres du Mitaraka. Les légendes locales affirment que ce lieu fut une ville stratégique des Roucouyennes pour le contrôle des Tumuc-Humac depuis Adidonbogogoni jusqu'aux chaînes de collines s'étendant vers l'Oyapock. Coudreau découvre que, selon la tradition, le plateau de Pililipou était alors un lac, qui s'est depuis écoulé par la crique de la Sinale. Il en conclue, avec regret, puisqu'il n'y a pas d'or visible, que cet ancien lac n'est autre que le lac Parimé des Guyanes.
Cela dit, l'existence d'un lac salé n'est pas impossible. Plus que l'or, le sel en ferait une zone hautement stratégique en Amérique équinoxiale, étant si indispensable à la vie, monnaie d'échange fondamentale dans tout le bassin amazonien. Il est arrivé que des lacs salés se soient formés artificiellement lors d'éboulement de montagnes, tels qu'à Sovata, en Roumanie. Cette ville possède plusieurs lacs salés riches en sodium et chlore, dont le plus important est le Lac Ursu (ro) (de l'Ours), formé en 1875 après un gigantesque glissement de terrain, donnant naissance à un des plus grands lacs héliothermes du monde. Depuis, quatre autres plus petits se sont formés. Mais bien que cette situation déjà unique se couple en Amazonie avec des sables aurifères à haute concentration, nous avons là une zone qui devait être d'une importance capitale pour les indigènes qui exploitaient ce filon-mère. L'existence de ce territoire devait être tenue secrète, même parmi eux. Cette politique du secret des zones d'extraction a été bien comprise par les conquistadores et par Raleigh, qui interroge souvent les autochtones sur ces territoires interdits.
La légende de Manoa fait souvent référence à un lac salé. Mais, à priori, il n'existe pas de ces lacs, des salar, dans le bassin amazonien. Toutefois, il faut tenir compte de ce qu'on appelle l'aquifère Guarani, gigantesque réservoir d'eau souterraine s'étendant sous quatre pays : le Brésil, l'Argentine, le Paraguay et l'Uruguay. Par endroit, l'eau extraite est très pure et presque immédiatement potable, alors qu'à d'utres, elle est saline ou chargée en arsenic naturel. Cela dit, il ne s'étend pas au-dessus de l'Amazone. En 2010, des chercheurs de l'Université fédérale du Paraná (Brésil) découvrirent l'existence d'un immense réservoir d'eau potable, l'aquifère Alter do Chão (pt), peut-être le plus grand du monde. Il s'étend sous les États Amazonas, Pará et Amapá. L'année suivante, des savants de Manaus mirent au jour le rio Hamza, aquifère qui coulerait en parallèle de l'Amazone, à 4000 mètres sous terre et se jettent dans l'Atlantique au même endroit.
Des études géologiques récentes[Lesquelles ?] suggèrent également qu'un lac peut avoir existé dans le nord du Brésil, mais qu'il s'est asséché au XVIIIe siècle.